# Macau International Airport
Macau International Airport (portugisiska: Aeroporto Internacional de Macau, kinesiska: 澳门国际机场, 澳門國際機場) är en flygplats i Macao (Kina).   Den ligger till större delen på en konstgjord ö i anslutning till ön Taipa.